# La Lobèra
La Lobèra (en francès Laloubère) és un municipi francès situat al departament dels Alts Pirineus i a la regió d'Occitània.

## Demografia
| 1962                                       | 1968  | 1975  | 1982  | 1990  | 1999  | 2007  |
| ------------------------------------------ | ----- | ----- | ----- | ----- | ----- | ----- |
| 1.199                                      | 1.323 | 1.444 | 1.333 | 1.296 | 1.353 | 1.933 |
| Des de 1962: població sense dobles comptes |       |       |       |       |       |       |

## Administració
| Període   | Identitat      | Partit |
| --------- | -------------- | ------ |
| 2001-2008 | Régine Lauron  | PS     |
| 2008-     | Patrick Vignes | UMP    |

## Galeria d'imatges

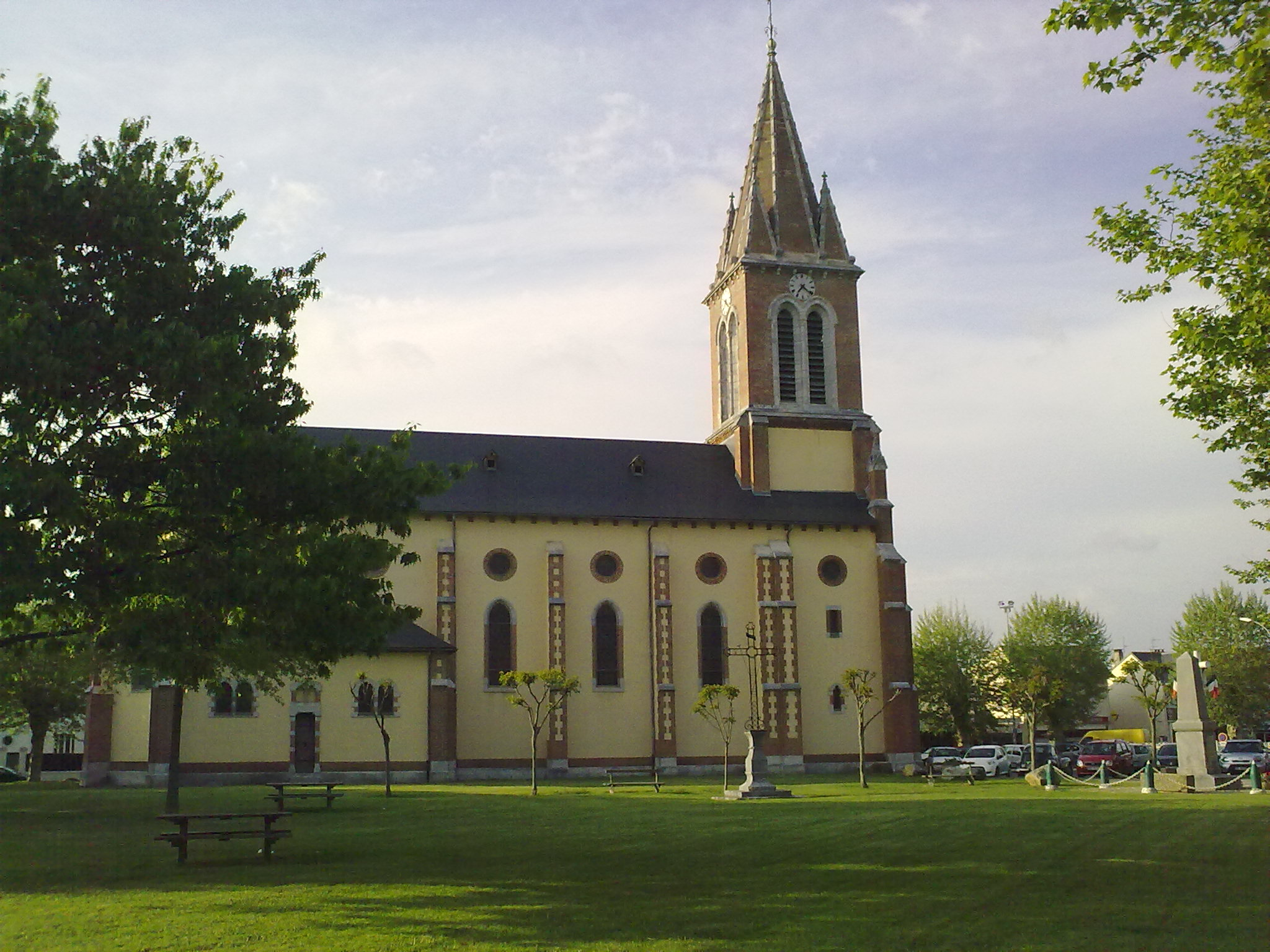
Església de La Lobèra
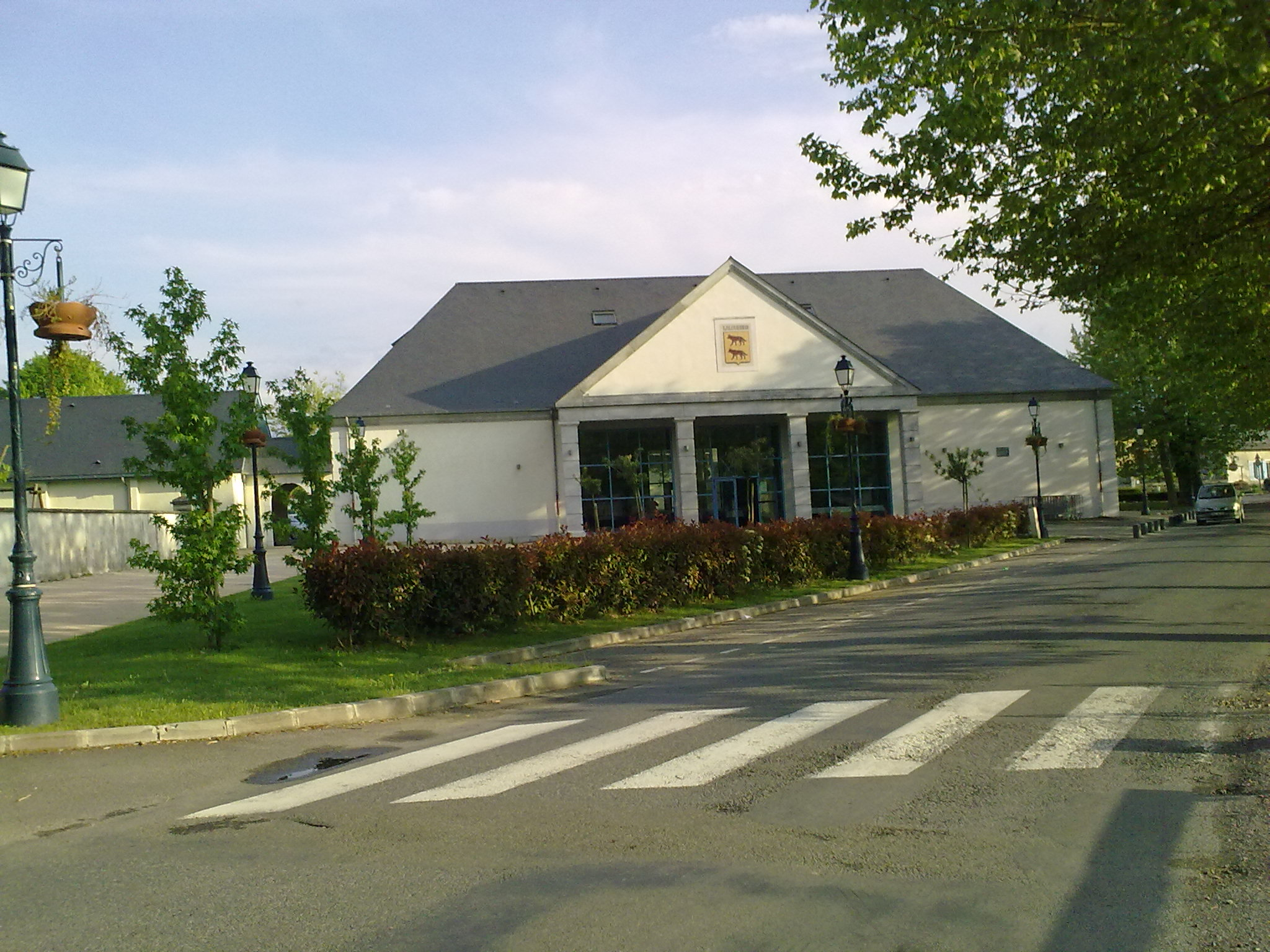
Sala de La Lobèra
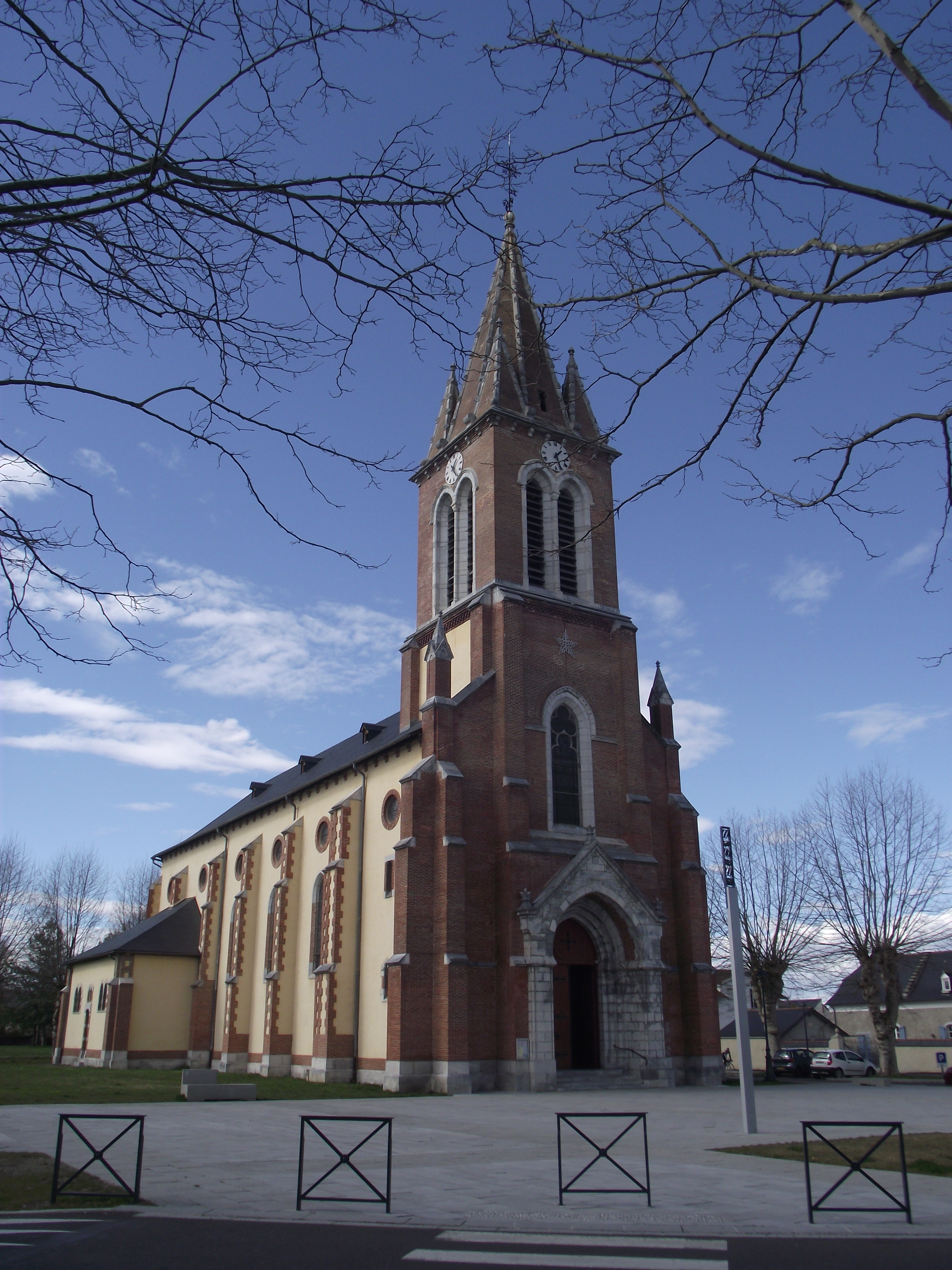
Església de Sant Esteve